# 1370
- Wikisource

| Calendário gregoriano                                                        | 1370 MCCCLXX                                         |
| Ab urbe condita                                                              | 2123                                                 |
| Calendário arménio                                                           | 819 – 820                                            |
| Calendário bahá'í                                                            | -474 – -473                                          |
| Calendário budista                                                           | 1914                                                 |
| Calendário chinês                                                            | 4066 – 4067 Início a 28 de janeiro (aproximadamente) |
| Calendário copta                                                             | 1086 – 1087                                          |
| Calendário etíope                                                            | 1362 – 1363                                          |
| Calendários hindus - Vikram Samvat - Calendário nacional indiano - Cáli Iuga | 1425 – 1426 1291 – 1292 4470 – 4471                  |
| Calendário Holoceno                                                          | 11370                                                |
| Calendário islâmico                                                          | 771 – 772                                            |
| Calendário judaico                                                           | 5130 – 5131                                          |
| Calendário persa                                                             | 748 – 749                                            |
| Calendário rúnico                                                            | 1620                                                 |
| Calendário solar tailandês                                                   | 1913                                                 |

1370 (MCCCLXX, na numeração romana) foi um ano comum do século XIV do Calendário Juliano, da Era de Cristo, e a sua letra dominical foi F (52 semanas), teve início a uma terça-feira e terminou também a uma terça-feira.
| Ano completo                       |
| ---------------------------------- |
| Ano comum com início à terça-feira |

## Eventos
- 24 de maio — O Tratado de Stralsund põe fim a guerra entre a Dinamarca e a Liga Hanseática.
- 20 de Outubro — Filipe de Anjou, imperador latino de Constantinopla, casa com Elisabeth da Eslavônia, filha de Estevão, duque da Transilvânia e Eslavônia, e Margareta da Bavária.
- 30 de dezembro - Eleição do papa Gregório XI.
- Início do governo da Polônia pela família Capet-Anjou.
- Besta de aço é usada pela primeira vez como uma arma de guerra.
- Monges cartusianos constroem a Cartuxa em Londres.
- Fortificação da cidade de Xian (Chang'an).

## Nascimentos
- 23 de Julho — Pier Paolo Vergerio, O Velho, humanista, médico, pedagogo, filósofo, poeta, historiador e jurista italiano  (m. 1444).
- Álvaro Vaz Cardoso, alcaide-mor do Castelo de Trancoso, Portugal.
- Lorenzo Monaco ou Piero di Giovanni, pintor de Florença, na Itália (m. 1425).
- Olaf III da Dinamarca, IV da Noruega.
- Guilherme da Áustria, duque da Carintia, Estiria e Carniola.
- Maomé VII, 12.º rei sultão do Reino Nacérida de Granada de 1392 até à sua morte em 1408.
- Isabel da Baviera, rainha consorte da França (m. 1435).

## Mortes
- 19 de Dezembro — Urbano V, papa e beato beneditino (n. 1310).
- Martin Fernandes de Portocarreiro, II Senhor de Moguer e I de Villanueva del Fresno teve origem na Casa de Portocarreiro (n. 1326).